# ميتزي هوغ
ميتزي هوغ (بالإنجليزية: Mitzi Hoag)‏ هي ممثلة أمريكية، ولدت في 25 سبتمبر 1932 في نيويورك في الولايات المتحدة، وتوفيت في 26 فبراير 2019 في شيرمان أوكس في الولايات المتحدة بسبب مرض.

## وصلات خارجية
- ميتزي هوغ على موقع IMDb (الإنجليزية)
- ميتزي هوغ على موقع روتن توميتوز (الإنجليزية)
- ميتزي هوغ على موقع إن إن دي بي (الإنجليزية)
- ميتزي هوغ على موقع قاعدة بيانات الفيلم (الإنجليزية)